# David Mištrafović
David Mištrafović (* 25. Mai 2001 in Luzern) ist ein Schweizer Fussballspieler, der beim SC Kriens in der Challenge League unter Vertrag steht.

## Karriere

### Verein
Seine Juniorenzeit verbrachte David Mištrafović beim SC Emmen und beim FC Luzern.
Im Sommer 2019 schaffte er den Sprung ins Kader der 1. Mannschaft des FC Luzern in die Super League und erhielt seinen ersten Profivertrag bis Ende Juni 2022.
In der Schweizer Super League debütierte David Mištrafović am 23. November 2019 bei der 0:3-Auswärtsniederlage beim FC Zürich, wo er gleich durchspielte.

### Nationalmannschaft
Er ist aktuell im Kader der Schweizer U-20-Nationalmannschaft.